# جنیفر راش
 جنیفر راش (به انگلیسی: Jennifer Rush) زادهٔ ۱۹۶۰ خوانندهٔ آمریکایی، موسیقی پاپ راک است. شهرت او به خاطر تصنیف قدرت عشق (۱۹۸۴) است.

## سال‌های آغازین
جنیفر راش (با نام اصلی هایدی استرن) در ۲۸ سپتامبر ۱۹۶۰ در کویینز نیویورک به‌دنیا آمد. پدرش خوانندهٔ اُپرا و مادرش پیانیست بود. زمانی که جنیفر ۹ ساله بود به همراه خانواده‌اش به آلمان نقل مکان کرد اما زمانی که نوجوان بود دوباره به ایالات متحده بازگشتند. در سال ۱۹۸۲ با پدرش به آلمان بازگشت و پس از عقد قراردادی با سی‌بی‌اِس/کلمبیا نام هنری جنیفر راش را برای خود برگزید.

## فعالیت حرفه‌ای

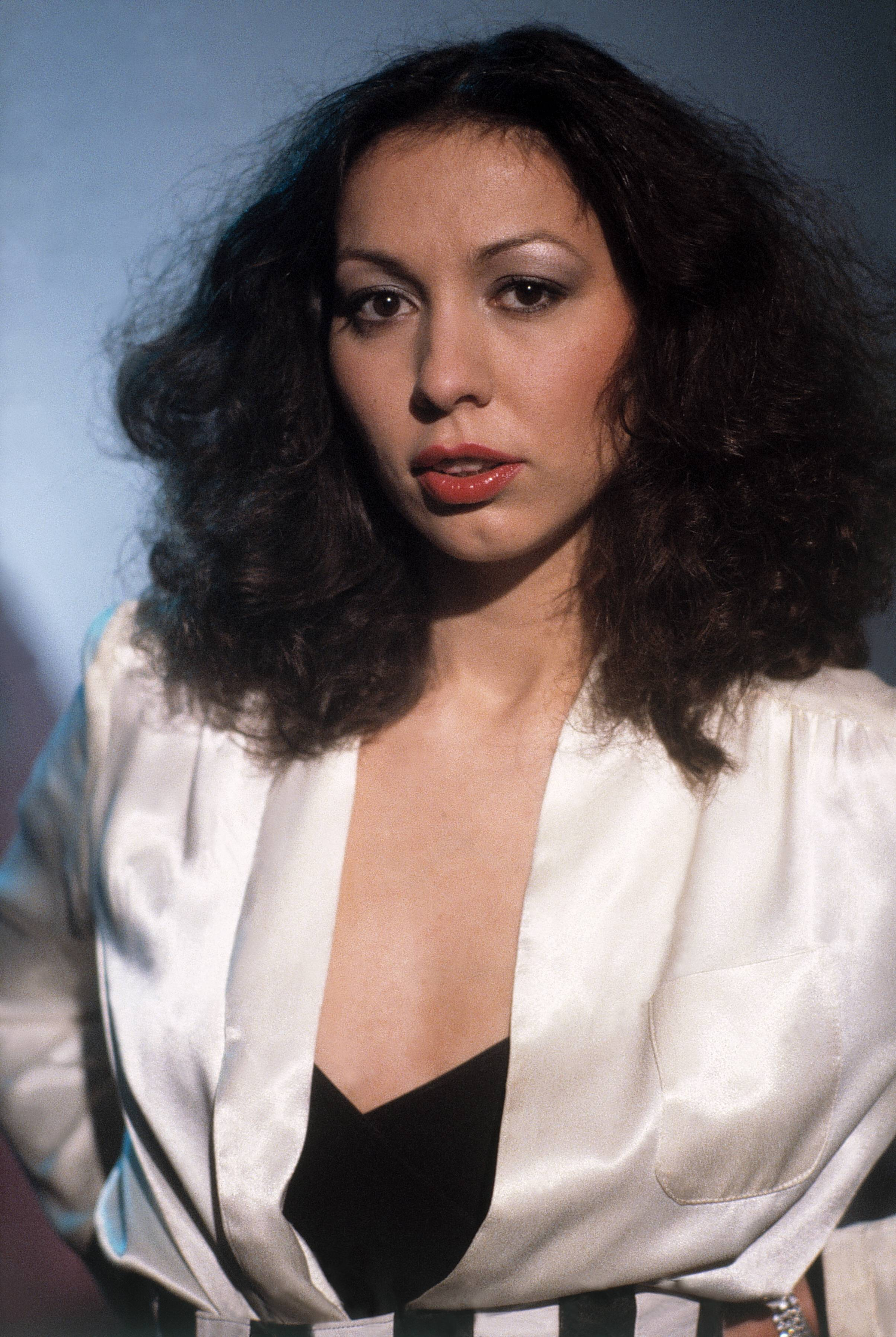
جنیفر راش در سال ۱۹۸۴

راش در ابتدای فعالیت خوانندگی‌اش با ترانه‌هایی هم‌چون «تو رویاهام»، «بیا دستتو به من بده» و «حلقهٔ یخ» جایگاهش را به‌عنوان یک ستاره در سطح اروپا تثبیت کرد. اما درخشش عمدهٔ او زمانی اتفاق افتاد که ترانهٔ قدرت عشق را منتشر کرد. این ترانه که رکورددار زمان حضور در جدول پرفروش‌ترین‌های بریتانیا است در زادگاه راش با اقبال چندانی روبه‌رو نشد و فقط تا رتبهٔ ۵۷اُم بیلبورد هات ۱۰۰ صعود کرد. بعداً نسخه‌های دیگر این ترانه که توسط لورا برانیگن و سلین دیون اجرا شدند به جمع ۴۰ ترانهٔ پرفروش ایالات متحده راه یافتند و نسخهٔ سلین دیون در سال ۱۹۹۴ شماره ۱ آن جدول شد.